# Wanda Tettoni
Wanda Tettoni (Siena, 8 marzo 1910 – Roma, 7 marzo 1998) è stata un'attrice e doppiatrice italiana.

## Biografia

Wanda Tettoni in una foto di gioventù

Renato Turi e Wanda Tettoni negli studi Radio Rai 1951

Ha esordito a Milano, appena sedicenne, come protagonista della commedia L'uccellino azzurro di Maurice Maeterlinck, proseguendo la carriera teatrale nelle compagnie di Ermete Zacconi, Renzo Ricci e Tatiana Pavlova. Dal 1940 è stata scritturata in Radio dalla EIAR di Roma, prima con la compagnia di Prosa, poi con la Compagnia del teatro comico musicale di Roma assieme a Renato Turi, attività per la quale nel 1951 ha ricevuto il primo "Microfono d'Argento". Ha partecipato ad altri numerosi lavori nella prosa radiofonica EIAR e Rai, alternando commedie, radiodrammi e varietà. 
Contemporaneamente si è dedicata al doppiaggio, essendo tra i fondatori della mitica C.D.C. che, divenuta frattanto C.D., ha lasciato nel 1970 per approdare, ancora come fondatrice, alla C.V.D. Dagli anni ottanta è tornata comunque a doppiare anche per la C.D.C. alternandosi anche con un'altra società di doppiaggio Gruppo Trenta (l'attuale PumaisDue), fondata nel 1980 da Renato Izzo, Giuseppe Rinaldi, Arturo Dominici, Mario Bardella, Gabriella Genta e altri. Grazie alla voce brillante ed espressiva, ha doppiato importanti interpreti come Agnes Moorehead, Jessica Tandy, Katharine Hepburn, Ginger Rogers e Lucille Ball. 
Sua è la voce della madre che riecheggia nella mente dello psicopatico protagonista di Psyco, e di Liana Del Balzo nel celebre thriller Profondo rosso. Ha inoltre doppiato Mary Wickes nel telefilm Le inchieste di Padre Dowling e nei film Sister Act - Una svitata in abito da suora, Attenti alle vedove e Cartoline dall'inferno, ed è stata la voce della spiritosa Marion Lorne nella sitcom televisiva Vita da strega. Sua anche la voce di Sheyla Raynor, la madre di Alex (Malcolm McDowell) del film Arancia meccanica di Stanley Kubrick.
Ha partecipato come doppiatrice anche a molti film d'animazione della Disney, doppiando l'elefantessa Giddy in Dumbo, la sorellastra Anastasia in Cenerentola (doppiaggio originale del 1950), la Margherita in Alice nel Paese delle Meraviglie, una mucca ne La carica dei cento e uno, Madame Adelaide ne Gli Aristogatti, e la strega in Biancaneve e i sette nani (ridoppiaggio del 1972). Attiva fino in tarda età, uno dei suoi ultimi doppiaggi è stato quello di Gloria Stuart in Titanic (1997).
È morta a Roma il 7 marzo 1998, un giorno prima del suo 88º compleanno.

## Doppiaggio

### Cinema
- Katharine Hepburn in La costola di Adamo, Lui e lei, Canto d'amore, Senza amore, Il mare d'erba, Prigioniera di un segreto, Love Affair - Un grande amore e nei doppiaggi originari di La stirpe del drago, Lo stato dell'Unione e Scandalo a Filadelfia
- Ginger Rogers in Follie d'inverno, Condannatemi se vi riesce!, Palcoscenico, Primo peccato e nei doppiaggi originari di Situazione imbarazzante e Seguendo la flotta
- Jessica Tandy in La valle del destino, Il sorriso della Gioconda, Rommel, la volpe del deserto, Accadde in settembre, La vita a modo mio e nel doppiaggio originario di Il castello di Dragonwyck
- Agnes Moorehead in La signora Parkington, Sesso debole?, Secondo amore, Più forte dell'amore, La conquista del West, L'albero della vita, 14ª ora, Dominique, L'orfana senza sorriso, Il conquistatore, Mezzogiorno di... fifa, Dove vai sono guai!, La tempesta e nel doppiaggio originario di L'orgoglio degli Amberson
- Mary Wickes in Attenti alle vedove, Cartoline dall'inferno, Sister Act - Una svitata in abito da suora, Le inchieste di Padre Dowling, La signora in giallo
- Mildred Dunnock in La congiura degli innocenti, I peccatori di Peyton, Viva Zapata!, Il bacio della morte
- Elsa Lanchester in Invito a cena con delitto, Il filo del rasoio, I miserabili, Il manichino assassino
- Estelle Winwood in La scarpetta di vetro, La tentazione del signor Smith, Darby O'Gill e il re dei folletti
- Jo Van Fleet in La rosa tatuata, Piangerò domani
- Margaret Hamilton in La gente mormora, Fiore selvaggio, Il mago di Oz (doppiaggio originale del 1947)
- Bette Davis in Il grano è verde, Agente segreto al servizio di madame Sin
- Eileen Heckart in La tua pelle brucia, Incontro sotto la pioggia, Alice, Il diavolo in calzoncini rosa
- Lucille Ball in 12 metri d'amore, Sposarsi è facile, ma..., Il suo angelo custode, Mademoiselle du Barry
- Judith Anderson in Notte senza fine
- Lillian Gish in La tela del ragno, Ordine di uccidere
- Elvia Allman in Le folli notti del dottor Jerryll
- Heather Angel in Prigionieri dell'oceano
- Augusta Ciolli in Marty, vita di un timido
- Brenda De Banzie in L'uomo che sapeva troppo
- Edith Evans in Il giardino di gesso, La pazza di Chaillot, Il magnifico irlandese, Prudenza e la pillola
- Virginia Farmer in Cyrano de Bergerac
- Kathleen Freeman in Quello strano sentimento
- Gloria Grahame in Odio implacabile
- Coleen Gray in Il fiume rosso
- Virginia Gregg in La pistola sepolta, Psyco
- Victoria Horne in Harvey
- Josephine Hutchinson in Un napoletano nel Far West
- Ruth Gordon in Rosemary's Baby - Nastro rosso a New York, Colombo
- Nancy Kulp in Il nipote picchiatello, Sabrina, Jerry 8¾
- Eleanor Audley in Sono un agente FBI, Il piacere della sua compagnia, Letti separati
- Celeste Holm in La fossa dei serpenti, Le due suore
- Ruby Keeler in Abbasso le donne
- Viveca Lindfors in La donna del traditore
- Doro Merande in Baciami, stupido
- Dennie Moore in Donne
- Jeanette Nolan in L'uomo che uccise Liberty Valance
- Inez Palange in L'urlo dell'inseguito
- Lee Patrick in La città del peccato
- Zasu Pitts in Quel certo non so che
- Hana Maria Pravda in Il giustiziere della notte 3
- Maudie Prickett in Sangue caldo
- Rose Renée Roth in La città spietata
- Thelma Ritter in Il letto racconta..., Il mio amore con Samantha
- Ann Shoemaker in Non per soldi... ma per denaro
- Martha Sleeper in Le campane di Santa Maria
- Gloria Stuart in Titanic
- Evelyn Varden in La morte corre sul fiume
- Helen Walker in La polizia bussa alla porta
- Cara Williams in Boomerang - L'arma che uccide
- Marie Windsor in Il mistero della piramide
- Shelley Winters in L'urlo della città
- Sylvia Sidney in Mars Attacks!
- Jane Withers in Il gigante
- Fay McKenzie in Hollywood Party
- Mary Young in Arriva Jesse James
- Frances Bay in Goodbye Lover
- Ellen Albertini Dow in Patch Adams
- Ruth Nelson in Risvegli
- Sheila Raynor in Arancia meccanica
- Alice Ghostley in Il buio oltre la siepe
- Pat Pierre Perkins in Lolita
- Luciana Angiolillo in Primo amore
- Emma Baron in Maciste contro il vampiro
- Miranda Campa in La battaglia di Maratona
- Anna Campori in Venezia, la luna e tu
- Elsa De Giorgi in Tentazione
- Liana Del Balzo in I masnadieri, Profondo rosso
- Adriana Facchetti in La regina delle Amazzoni, I dongiovanni della Costa Azzurra
- Kerima in La nave delle donne maledette
- Lilia Landi in Frine, cortigiana d'Oriente
- Claudia Marti in Noi vivi, Addio Kira!
- Gina Mascetti in Il ladro di Bagdad, Il pistolero segnato da Dio
- Linda Sini in L'avventuriero della Tortuga
- Valentine Tessier in Maddalena
- Nietta Zocchi in Rigoletto e la sua tragedia, Tipi da spiaggia
- Nan Munro in La fine dell'avventura
- Inge Meyerberg in Il dottor Crippen è vivo!
- Teresa Tudor in Aprile a Parigi
- Anna Maria Custodio in Il magistrato
- Colette Régis in La verità
- Dorothy Alison in La storia di una monaca
- Olga Lord in Il bandito della Casbah
- Helene Lauterböck in Sissi - La giovane imperatrice (ridoppiaggio)
- Lilyan Chauvin in Soldato Giulia agli ordini
- Frances Cuka in Biancaneve nella foresta nera
- Inge Meysel in Il dottor Crippen è vivo!

Inoltre presta la voce a Gertrude Tannen, nonna di Biff Tannen, nel film Ritorno al futuro - Parte II ed è la voce di donna nella mente del giudice Clifton Reynolds in Crystalbrain - L'uomo dal cervello di cristallo.

### Telenovelas
- Hilda Bernard in La donna del mistero 2, Manuela

### Animazione
- Anastasia in Cenerentola (doppiaggio originale del 1950)
- Madame Adelaide in Gli Aristogatti
- Giddy in Dumbo - L'elefante volante
- Regina in La carica dei cento e uno
- La Margherita in Alice nel Paese delle Meraviglie
- La Regina Grimilde trasformata in strega cattiva in Biancaneve e i sette nani (Ridoppiaggio 1972)
- Betty Boop in Chi ha incastrato Roger Rabbit
- Madame Raz in He-Man e She-Ra: Il segreto della spada
- Nonna Granny nei cortometraggi dei Looney Tunes (ed. 1960)

## Prosa radiofonica Eiar
- La chioma di Berenice, commedia di Amailia Guglielminetti, trasmessa il 9 gennaio 1936
- E' tornato Carnevale, commedia di Guido Cantini, trasmessa il 26 gennaio 1936
- La capanna e il tuo cuore, commedia di Giuseppe Adami, regia di Aldo Silvani, trasmessa 4 gennaio 1937
- Orione, tragedia di Ercole Luigi Morselli, regia di Aldo Silvani, trasmessa il 8 dicembre 1937
- Un signore in grigio, commedia di Annibale Ninchi, regia di Aldo Silvani, trasmessa il 7 giugno 1938
- I diavoli nella foresta, fiaba musicale di Luigi Antonelli, regia di Luigi Maggi, trasmessa il 4 gennaio 1939
- Un orologio si è fermato di Edoardo Anton, trasmesso il 2 febbraio 1941.
- La figlia di Iorio, tragedia di Gabriele D'Annunzio, regia di Alberto Casella, trasmessa il 2 giugno 1941.

## Prosa radiofonica Rai
- Settantasette lodole e un marito di G. Bucciolini e L. Ugolini, regia di Nino Meloni, trasmesso il 28 dicembre 1945.
- Un cappello di paglia di Firenze di Eugène Labiche, regia Nino Meloni, trasmesso il 14 maggio 1946.
- Madame Curie, radiodramma di Turi Vasile e Alberto Perrini, regia di Nino Meloni, trasmessa il 17 novembre 1947
- La barca dei comici, commedia musicale di Luigi Bonelli, musica di Alfredo Cuscinà, regia di Nino Meloni, trasmessa il 20 settembre 1954
- L'arte di morire, commedia di Achille Campanile, regia di Nino Meloni, trasmessa il 22 luglio 1957
- L'opera dei mendicanti, di John Gay, regia di Nino Meloni, trasmessa il 20 maggio 1958
- La notte del 16 gennaio, di Ayn Rand, regia di Umberto Benedetto, trasmessa il 19 maggio 1949.
- La serenata al vento, di Carlo Veneziani, regia di Silvio Gigli (1950)

## Varietà radiofonici Rai

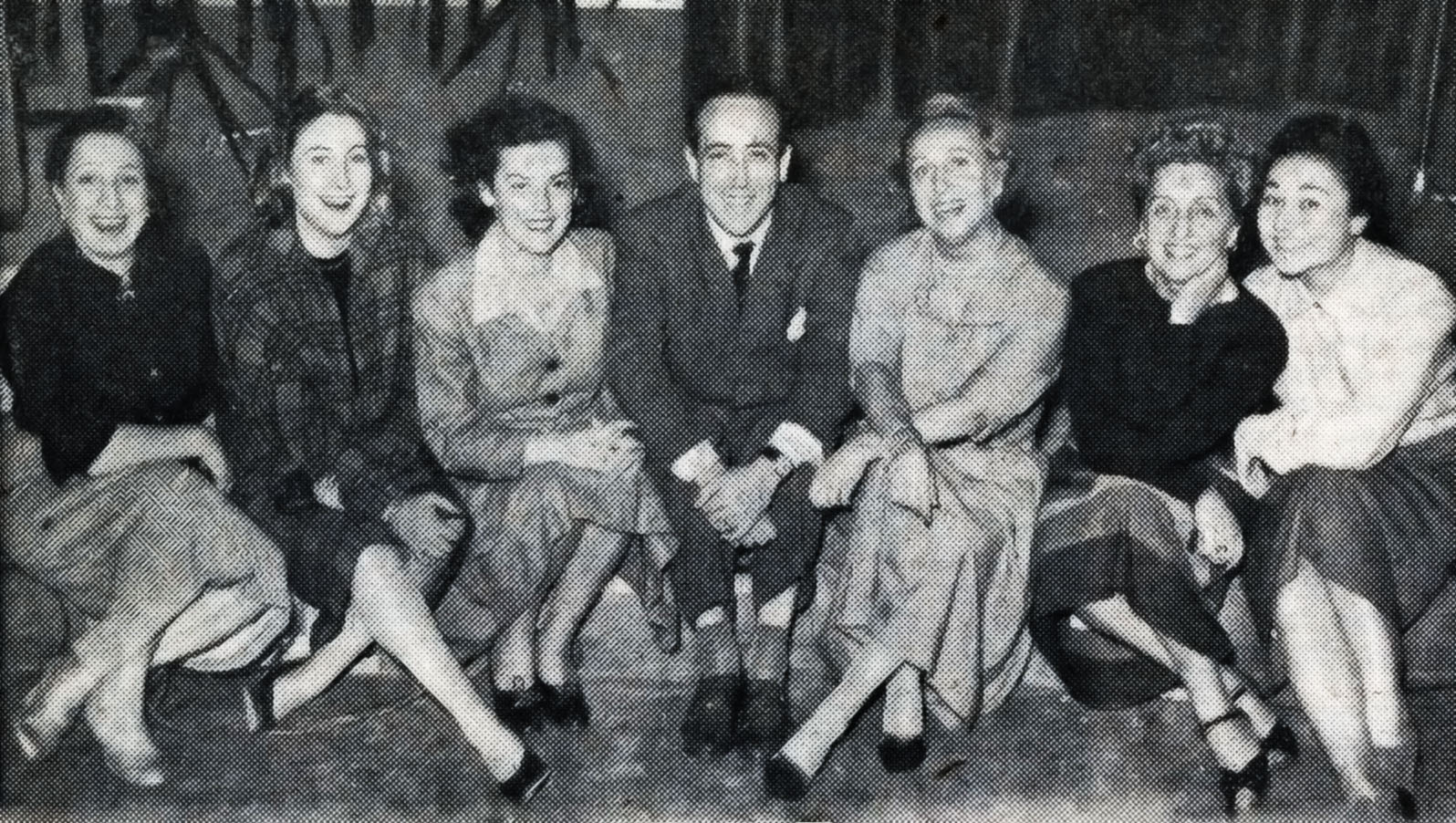
Riccardo Mantoni con le attrici della Compagnia del Teatro comico di Roma Nora Pancrazy, Nuccia Galimberti, Isa Bellini, Wanda Tettoni, Clely Fiamma e Rosalba Oletta nel 1951

- Vi parla Alberto Sordi (1948-1951)
- La serenata al vento di Carlo Veneziani, regia di Silvio Gigli, trasmessa il 10 aprile 1950.
- Sotto il parapioggia rivista settimanale di Dino Verde e Renzo Puntoni, regia di Riccardo Mantoni, trasmessa nel 1951 e 1952.
- Harwey, commedia di Mary Chase, regia di Anton Giulio Majano, trasmessa il 22 settembre 1952